# Municipio de Mikkelson
El municipio de Mikkelson (en inglés: Mikkelson Township) es un municipio ubicado en el condado de LaMoure en el estado estadounidense de Dakota del Norte. En el año 2010 tenía una población de 37 habitantes y una densidad poblacional de 0,4 personas por km².

## Geografía
El municipio de Mikkelson se encuentra ubicado en las coordenadas 46°35′29″N 98°50′33″O / 46.59139, -98.84250. Según la Oficina del Censo de los Estados Unidos, el municipio tiene una superficie total de 92.43 km², de la cual 92,22 km² corresponden a tierra firme y (0,22 %) 0,21 km² es agua.

## Demografía
Según el censo de 2010, había 37 personas residiendo en el municipio de Mikkelson. La densidad de población era de 0,4 hab./km². De los 37 habitantes, el municipio de Mikkelson estaba compuesto por el 100 % blancos. Del total de la población el 0 % eran hispanos o latinos de cualquier raza.